# Оброчище
Оброчище е село в Североизточна България. То се намира в община Балчик, област Добрич. В миналото името му е било Текке. То се намира в близост до черноморските курорти Албена, Кранево, Златни пясъци.

## География
Село Оброчище е разположено между Варна и Балчик и само на няколко километра от курорта Албена, на дъното на някогашен дълбок залив, който днес образува живописната долина на река Батова. Бреговата му граница е била очертана от скалното било, на което в днешни дни е разположено село Ляхово.

## История
Старото име на Оброчище (до 1942 година) е Текето, което в превод от турски означава мохамедански молитвен дом със стаи за дервиши (странстващи мюсюлмански монаси). За пръв път селото се споменава в турски летопис от 1676 година под името Текеджик. Вероятно е основано доста по-рано - още в началото на XVI век. Историци смятат, че селцето се е оформило след построяването на тюрбе на бекташкия духовен водач Акязълъ баба.
Според един стар турски статистически справочник през 70-те години на XIX век селото е имало 118 къщи. След Освобождението от османска власт преобладаващото черкезко население в района е започнало да се изселва и на негово място взели да прииждат българи, предимно изселници от Беломорска Тракия. Вниманието им било привлечено от богатия на вода район и славата, която се носила из цялата империя, за целителната сила на тюрбето на Акязълъ баба. За разлика от джамиите на империята в манастира на село Текето можели да влизат и друговерци. На всеки било позволено да се поклони в тюрбето пред мощите на духовния водач Акязълъ баба и да получи надежда за изцелението на болести и за житейските си неудачи.
Прогонени от родните си места, първо се преселили 2-3 семейства от фамилията на Атанас Желев с прякор Чорбаджията, Димитър Стамболията и Михо Димитров. След няколко месеца се заселили още двадесетина семейства, дали началото на родовете Михови, Коларовци, Анастасовци, Армудовци, Маруловци, Паприцови, Пауновци, Карамфиловци, Мишонови. Почти всички те били от Лозенградския и Одринския край, а преселението станало някъде около 1879 година.
Тук те заварили 20 черкезки къщи, от които съществува една без никакво архитектурно изменение – дядовата Маринова къща.
По това време в с. Текке имало само едно българско домакинство на братята Стоян и Никола Гечелиеви, които през лятото работили в Добруджа по чифлиците, а през зимата живеели в землянки в селото.
Непосредствено след пристигане на голямата група заселници били събрани средства и през 1896 година бил построен православен храм в архитектурен стил XIII – XIV век, съществуващ и до днес. През 1898 година е построена сградата на кметството. Не след дълго било издигнато и училище. В него първи като учител влязъл даскал Никола Златев. Били направени три чешми, било заградено и място за гробища. По този начин поселището започнало да придобива типичния за времето си облик на християнско село.
Новите преселници дълго време запазили някои от обредите за здраве и късмет в териториите на манастира, като част от тях пренесли в новопостроената християнска църква. Атанасовден станал и своеобразен празник за цялото село. На този ден в православния храм се извършвали обреди за здраве и след това се отивало в манастира на Акязълъ баба, където заедно вярващите християни и мюсюлмани оставяли своя вещ или преспивали в района на гробницата на светеца. Те вярвали, че този оброк ще запази здравето на здравите и ще изцери болките на болните. Оттам може би идва и името на селото Оброчище. Думата оброчище означава религиозно светилище или място, където се извършват религиозни оброци и обреди.
През 1891 г. селото е център на община, съставна на Балчикска околия.
От есента на 1918 до месец септември на 1940 година жителите на селото преживяват издевателствата и несгодите на румънската окупация. Мъжкото население взема участие в почти всички конфликти от национално значение. В Междусъюзническата война са взели участие Марко Ангелов, Йови Сакалиев, Иван Апостолов, Апостол Цветков и др. Във Войнишкото въстание са участвали Димо Илиев, Илия Стоев, Иван Ник. Гечелиев, Наум Иванов и др.
По време на Руско-турската освободителна война през 1877-1878 година на 3 км на север от с. Текке е била на бивак руска дивизия с командир генерал Цимерман. Пътят, по който са слезли в долината руските богатири, е наречен „Казашки“ път.
Над 45 бойци от селото са взели участие в боевете на Първа и Втора фаза на Втората световна война в Югославия и Унгария.
Събития, променящи бита и мисленето, връхлитат преселниците от Беломорието година след година. След ужаса на двете войни, окупацията и въстанието, донесли много смърт, в селото следва една нова промяна. До 1956 година селото е управлявано от няколко кмета. Сред тях са Войнов, Ангел Стоянов Филен, Петър Бомбов от село Църква, Георги Димитров Касаджика. Те работят за селото и изстрадалите му жители в най-тежките години на прехода 1944 – 1956 година.
През 1950 г. в селото функционира фабрика за обработка на лен в състава на Районниа кооперативен съюз - град Сталин.
През 1956 година населението на Оброчище наброява 1500 жители. Осемдесет на сто българи, малцинство двадесет на сто: копанари (румънски цигани), цигани и малка част турци. Основният поминък на населението от селото по това време е лозарство, зеленчуково производство. Има и работници в ленена фабрика, към ДЗС в напоителната система, занаятчийски работници – тепавичари, воденичари, коларо-железари, строители, шивачи и др. В селското стопанство работят тридесет на сто в кооперативното стопанство, а останалите са частни стопани, които обработвали земята с животинска тяга. Почти нямало механизация – както при частните стопани, така и в кооперативното стопанство. В новообразуваните животновъдни ферми към ТКЗС всичко се извършвало само на ръка.

## Население
Численост на населението според преброяванията през годините:
| \| Година на преброяване \| Численост \| \| --------------------- \| --------- \| \| 1934 \| 937 \| \| 1946 \| 1296 \| \| 1956 \| 1482 \| \| 1965 \| 1581 \| \| 1975 \| 2650 \| \| 1985 \| 2489 \| \| 1992 \| 2460 \| \| 2001 \| 2395 \| \| 2011 \| 2263 \| \| 2021 \| 1763 \| |           |
| Година на преброяване | Численост |
| 1934 | 937       |
| 1946 | 1296      |
| 1956 | 1482      |
| 1965 | 1581      |
| 1975 | 2650      |
| 1985 | 2489      |
| 1992 | 2460      |
| 2001 | 2395      |
| 2011 | 2263      |
| 2021 | 1763      |

### Етнически състав

#### Преброяване на населението през 2011 г.
Численост и дял на етническите групи според преброяването на населението през 2011 г.:
|                     | Численост | Дял (в %) |
| Общо                | 2263      | 100.00    |
| Българи             | 1255      | 55.45     |
| Турци               | 95        | 4.19      |
| Цигани              | 539       | 23.81     |
| Други               | 23        | 1.01      |
| Не се самоопределят | 9         | 0.39      |
| Неотговорили        | 342       | 15.11     |

## Обществени институции
- В местното училище (СОУ „Христо Смирненски“) учат деца от съседните села и градове.
- Читалище „Просвета“ – основано в края на декември 1901 г. с първи читалищен секретар Никола Ставрев
- ЦДГ „Първи юни“
- Поща код: 9630

## Културни и природни забележителности
Тюрбе на Акязълъ баба
В Оброчище се намира едно от няколкото запазени алевийски тюрбета от XVI век в България. Смята се, че в него се намира гробът на бекташкия водач Акязълъ баба. То представлява седмоъгълна сграда с правоъгълно преддверие, изградена от квадрова зидария от местния варовик. Отвътре е украсено със стенописи, рисувани вероятно в края на 19 век и началото на XX век, които през 1972 година са обявени за паметник на културата от местно значение. Предполага се, че тюрбето е построено в средата на XVI век, като с времето около него се образува дервишко теке, останалите части от което днес са разрушени. По останките на имарета може да се съди, че той е представлявал голяма седмоъгълна сграда с диаметър на вписаната окръжност 23 м.
Местности на територията и землището на с. Оброчище
1. Кум-Баалар – пясъчни лозя
2. Бостанджи-Баалар – бостански лозя
3. Куру чешма – суха чешма
4. Бей чешме – бейска чешма
5. Дул баба – вдовец татко
6. Теспиле кулак – пикника
7. Маджарлък – пладнище
8. Кереч кужу – варови пещи
9. Дермен оджак – воденично огнище
10. Балта кору – Балтенска гора
11. Узунджа баир – висок връх
12. Юртлука – старото селище
13. Таушан тепе – заешки връх
14. „Саланата“ с „Казашки“ път
15. Саман йолу – сламен път
16. Кара тепе (малкото) – черен връх
17. Курт баба – вълчи баща
18. Таушан кору – заешка гора
19. Каранлък дере – тъмна река

## Религии
- 78% източноправославни християни
- 20% мюсюлмани
- 2% евангелисти - клон на Протестантската църква

## Редовни събития
- Между 15 и 18 май в местността Текето в село Оброчище се провежда международен фестивал за религиозно пеене на име св. Атанасий Велики, който събира на едно място вярващи от три религии – православни, мюсюлмани и католици. Директор на фестивала е режисьорът Тодор Анастасов. А на 2 май се провежда ежегоден панаир.